# 福克兰 (阿拉巴马州)
福克兰（英文：Forkland），是美国阿拉巴马州下属的一座城市。面积约为3.49平方英里（约合9.05平方公里）。根据2010年美国人口普查，该市有人口649人，人口密度为185.75/平方英里（约合71.71/平方公里）。